# 李哲進
李 哲進（リ・チョルジン、朝鮮語: 리철진）は、朝鮮民主主義人民共和国の政治家。 国家品質監督委員会委員長、朝鮮労働党中央委員会委員候補。

## 経歴
出生地や生年月日は不明。国家科学院基礎情報科学技術局長などを歴任し、2006年には統一新報の取材に対し、1998年8月31日に発射されたテポドン1号に搭載したとされる人工衛星・光明星1号の打ち上げにも成功したと答えた。その後国家発明総局長を経て、2014年3月9日に実施された最高人民会議第13期代議員選挙で代議員に選出され、国家品質監督委員会委員長に任命された。2015年8月にシンガポールで開催された国際標準化機構国際討論会に参加した。
2019年3月10日に実施された最高人民会議第14期代議員選挙で代議員に再選され、同年4月10日に開催された朝鮮労働党中央委員会第7期第4回総会で党中央委員会委員候補に補選された。

## 参考サイト
- 북한정보포털

| 先代崔光来 | 国家品質監督委員会委員長2014年 - | 次代現職 |